# Odostomia lukisii
Odostomia lukisii is een slakkensoort uit de familie van de Pyramidellidae. De wetenschappelijke naam van de soort is voor het eerst geldig gepubliceerd in 1859 door Jeffreys.